# Jeder für sich und Gott gegen alle
Jeder für sich und Gott gegen alle (traducida como El enigma de Kaspar Hauser o Cada uno por su lado y Dios contra todos o Cada cual para sí y Dios contra todos) es una película de drama biográfico de Alemania Occidental de Werner Herzog de 1974 sobre la vida de Kaspar Hauser.

## Sinopsis
La película cuenta la vida y la muerte de Kaspar Hauser, un niño encontrado a comienzos del siglo XIX en Alemania.
En el día de Pentecostés, en Núremberg, aparece en la plaza mayor un joven mudo y miserable. Nadie lo conoce. Al parecer, padece retraso mental. Apenas es capaz de pronunciar su nombre. Se trata de Kaspar Hauser, un hombre que pasó su vida recluido en un calabozo.
Como François Truffaut para El pequeño salvaje, Herzog escogió para el papel protagonista a un actor que no era profesional, Bruno Schleinstein. Abandonado por sus padres a la edad de 3 años, Bruno Schleinstein venía de pasar 25 años en un orfanato.[cita requerida]

## Premios
En el Festival de Cannes de 1975, el Premio Fipresci fue para Werner Herzog, lo mismo que el Gran Premio del Jurado. Estuvo asimismo nominada a la Palma de Oro.[cita requerida]
En Alemania, la cinta fue una de las ganadoras del Deutscher Filmpreis de 1975.[cita requerida]

## Críticas y reseñas
En FilmAffinity, generó comentarios positivos.